# Álex Roca Campillo
Álex Roca Campillo (Barcelona, 1991) es un deportista español célebre por haber superado pruebas atléticas de élite y ser el primer atleta del mundo en completar una maratón sobreponiéndose a una parálisis cerebral con un 76% de discapacidad física reconocido y dos operaciones en un pie y necesitando comunicarse mediante un lengua de signos de su propia invención, adaptado a sus características particulares. 

## Biografía
Roca padeció a los seis meses de edad una grave encefalitis herpética cerebral severa, que le afecta a la parte izquierda del cuerpo, en la que tiene movilidad reducida, y también al habla, obligándole a comunicarse mediante el lenguaje universal de los signos. En los momentos iniciales, los médicos pronosticaron que fallecería o quedaría pronto en estado vegetativo. No obstante, el atleta estudió, trabajó como contable y conduce un vehículo. Contrajo matrimonio con Mari Carmen Maza, a quien conoció en 2017 en una de sus conferencias motivacionales, que ahora llevan a cabo juntos.
Los primeros deportes que practicó fueron el fútbol y el tenis, pero su carrera deportiva se ha fundamentado en el atletismo y el ciclismo. Hizo su primera carrera en 2014: los diez kilómetros de la Cursa El Corte Inglés. En 2016 superó el primero de sus cinco triatlones, el supersprint de Barcelona. Completó también, entre otras pruebas, la Orbea Monegros de 2017, la Pilgrim Race de 2018 o su primera media maratón, la eDreams de Barcelona de 2019. Aguantó tres etapas de la Titan Desert de 2018, pero en la edición de 2019 consiguió completar las seis jornadas que componen la prueba. Para hacerlo, cambió la hidratación, adaptó el tándem y contó con un equipo formado por Miguel Silvestre, Valentí Sanjuan, Héctor Rodríguez y Àlex Rodríguez.
A lo largo de los años incrementó su historial de logros con un aquatlón, el Camino de Santiago en bici en 2020, la Madrid-Lisboa Non Stop de 2021, nuevas medias maratones de Barcelona en 2022 y 2023, la de Nueva York en 2022, la de Miami en 2022 y la de Granollers en 2023. En 2023 se convirtió en el primer atleta del mundo que, con una discapacidad física del 76%, haya completado jamás una maratón en la de Barcelona, con un tiempo de 5:50:51, una hazaña que lo llevó a la portada de Runner's World.
Con el objetivo de prepararse para la Marathon Pour Tous en el París olímpico, en la primera mitad de 2024 completó las medias maratones de Miami (por segunda vez), Barcelona (por cuarta vez), Londres, Milán y Madrid. Invitado a los Juegos Olímpicos de París (2024), culminó hasta el momento su carrera deportiva al completar por segunda vez una maratón.
Además de al deporte, dedica grandes esfuerzos a la divulgación y el activismo mediante charlas motivacionales. Su participación en las redes sociales tiene un gran impacto, y también es autor de un libro cuyo título recoge su conocido lema: El límite te lo pones tú. Desde 2021 es embajador de la Fundación Fútbol Club Barcelona.

## Obra escrita
Alex Roca Campillo, El límite te lo pones tú, Barcelona: Grijalbo, 2019. ISBN 9788425356841.